# Samson Jordan
Pour les articles homonymes, voir Jordan.
Samson Jordan est un ingénieur, savant et industriel français du XIXe siècle, spécialiste de la métallurgie, né à Genève, aux Eaux-Vives (Suisse) le 23 juin 1831 d'une ancienne famille protestante originaire de Mézières, Vaud (Suisse), et mort à Paris le 24 février 1900, dans son hôtel particulier, 5 rue Viète, Paris 17e.

## Biographie
Fils du pasteur Samson Jordan (1802-1879) et de Catherine Goguel (1804-1876), bachelier ès Lettres (1847) et ès Sciences (1851) après une scolarité au collège de Montbéliard, il intègre en 1851 l'École centrale de Paris, dont il sort diplômé et major en 1854.
À sa sortie de l'école, il entama une carrière d'ingénieur, d'abord employé à la Compagnie des chemins de fer du Nord, puis à la Société de l'éclairage au gaz et des hauts fourneaux et fonderies de Marseille, où il est chargé de la construction des hauts fourneaux de Saint-Louis, premiers du genre dans les Bouches-du-Rhône, en 1857. Rappelé à Paris en 1862, il est nommé administrateur délégué de la société en 1873, fonction qu’il conservera jusqu’à sa mort.
Professeur à l'École centrale de 1863 à 1900, il fut titulaire du cours de métallurgie de 1867 à sa mort.
L'industrie métallurgique française lui doit notamment :
- L'essor de l'industrie métallurgique du Midi de la France, qui suit la construction par Jordan du premier haut fourneau à grande production du Bassin du Rhône (1867), où la houille est acheminée par le rail et le fer par la mer,
- L'introduction du procédé Bessemer pour la fabrication de l'acier (1869),
- La conception d'une des premières aciéries utilisant le procédé Thomas en France, aux Forges et aciéries de Denain-Anzin (1896-1900).

Samson Jordan fut également :
- Vice-président de la Société des Ingénieurs civils en 1872, 1873 et 1878, il en fut le président en 1874,
- Administrateur des Forges et Aciéries de Denain-Anzin (1872- 1900),
- Cofondateur de la Société technique de l'industrie du gaz (1874), puis président (1880),
- Administrateur (1890- 1900), puis vice-président du Comité des forges (1900),
- Cofondateur du Journal des usines à gaz.

## Distinctions
- Officier de la Légion d'honneur
- Commandeur de l'ordre d'Isabelle la Catholique

Il était officier de la Légion d'honneur, chevalier de l'ordre royal de l'Étoile polaire et commandeur de l'ordre d'Isabelle la Catholique.

### Famille

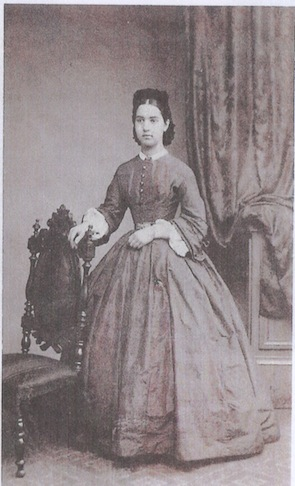
Son épouse, Corinne Merle d'Aubigné.

Il épousa à Montmorency (aujourd'hui Val-d'Oise) le 14 juin 1866 Corinne Merle d'Aubigné (1841-1930), fille de Jean-André Ami Merle d'Aubigné et d'Anaïs Philippon, et sera entre autres le père du général Philippe Jordan (né en 1871), du général Charles Jordan (né en 1873) et de l'ingénieur Robert Jordan (né en 1876).

## Travaux
- Notice sur les procédés volumétriques de dosage du zinc et d'essai de ses minerais et de ses alliages, 1861
- Note sur la fabrication des fontes d'hématite dans Le North Lancashire et Le Cumberland (Angleterre), 1862
- Album du cours de métallurgie : professé en 1864-1865 à l'École impériale centrale des arts et manufactures, 1865
- Souvenirs du siège de Paris : notes sommaires pour servir à l'étude de la fabrication des canons, 1871
- Métallurgie du fer et de l'acier : études pratiques et complètes sur les divers perfectionnements apportés jusqu'à ce jour dans la fabrication de ces deux métaux, 1872
- Notes sur la fabrication de l'acier Bessemer aux États-Unis, d'après MM. Holley, Smith, etc., 1873
- Analyse de l'ouvrage de sir Lowthian Bell : "Principes de la fabrication du fer et de l'acier", traduit en français par M. A. Hallopeau, 1880
- Les progrès récents de la métallurgie du fer, 1881
- M. Amédée Burat, ancien professeur d'exploitation des mines à l’École centrale des arts et manufacture : discours prononcé à ses funérailles le 28 mai 1883, 1883